# Kostel svatého Jiří (Gliwice-Ostropa)
Kostel svatého Jiří byl postaven v městské části Gliwice-Ostropa, Slezské vojvodství a náleží do děkanátu Gliwice-Ostropě, diecéze Gliwická, je farním kostelem farnosti Svatého Ducha v Gliwicích-Ostropě.
Dřevěný kostel je v seznamu kulturních památek Polska pod číslem 355/60 z 10. 3. 1960  a je součástí Stezky dřevěné architektury v Slezském vojvodství.

## Historie
První byl postaven pravděpodobně v roce 1340 a vyhořel v době husitských válek. Kolem roku 1640 byl podpálen švédskými vojsky. Požárem mělo být nepoškozeno kněžiště a dřevěná věž, která je datována do roku (kolem) 1544. Kostel byl opraven a dostavěn nejdříve v roce 1665 i když nápis na jižním portálu ukazuje na rok 1667. Kostel byl vysvěcen 15. září 1719 vratislavským biskupem Eliaszem von Sommerfeldem. V roce 1807 byla v Ostropě založena farnost.
V letech 1925–1927 byl v sousedství postaven nový zděný kostel Svatého Ducha (stal se kostelem farním) a dřevěný od roku 1929 nebyl využíván. Část vnitřního vybavení bylo přeneseno do nového kostela.
V roce 2005 byl proveden průzkum polychromie uvnitř kostela. Od roku 2006 z iniciativy pastora farnosti Svatého Ducha Józefa Kary se rozvinula spolupráce se specialisty Slezské polytechniky s cílem uvést kostel k využívání. V srpnu 2008 byla zahájena rekonstrukce a renovace kostela. V roce 2009 bylo vyměněno krytí šindelové střechy, věže a dřevěných stěn a vymalování zděného kněžiště. V následujících letech bylo pokračováno v rekonstrukcích s cílem zpřístupnit dřevěný kostel turistům.

## Architektura
Jednolodní orientovaná stavba je ukončena trojbokým zděným kněžištěm s opěrnými pilíři na jižní straně a na severní straně zděnou sakristií. Loď kostela obdélníkového půdorysu je dřevěná roubené konstrukce na cihelné podezdívce. Dřevěná věž čtvercového půdorysu je sloupové konstrukce s přesahujícím zvonovým patrem je přisazena k západnímu průčelí lodi.
Střecha lodi je sedlová krytá šindelem. Sanktusník má cibulovitou báň krytou šindelem. Věž má stanovou střechu. Stěny lodi a věže jsou kryté šindelem.

### Interiér
V kněžišti a sakristii jsou křížové klenby s lunetami, v lodi je plochý strop. Kněžištěm od lodí dělí vítězný oblouk. Stěny kněžiště jsou zdobeny pilastry. V západní části lodi se nachází dřevěná kruchta podepřená litinovými sloupy. V lodi se nachází barokní polychromie pocházející z let 1667–1668. V kněžišti jsou malby z roku1691 případně 1718. V letech 1859–1860 a 1907 byla zamalována. V roce 1884 Jacob Potzmieler zrestauroval a dokončil výzdobu lodi.

## Galerie

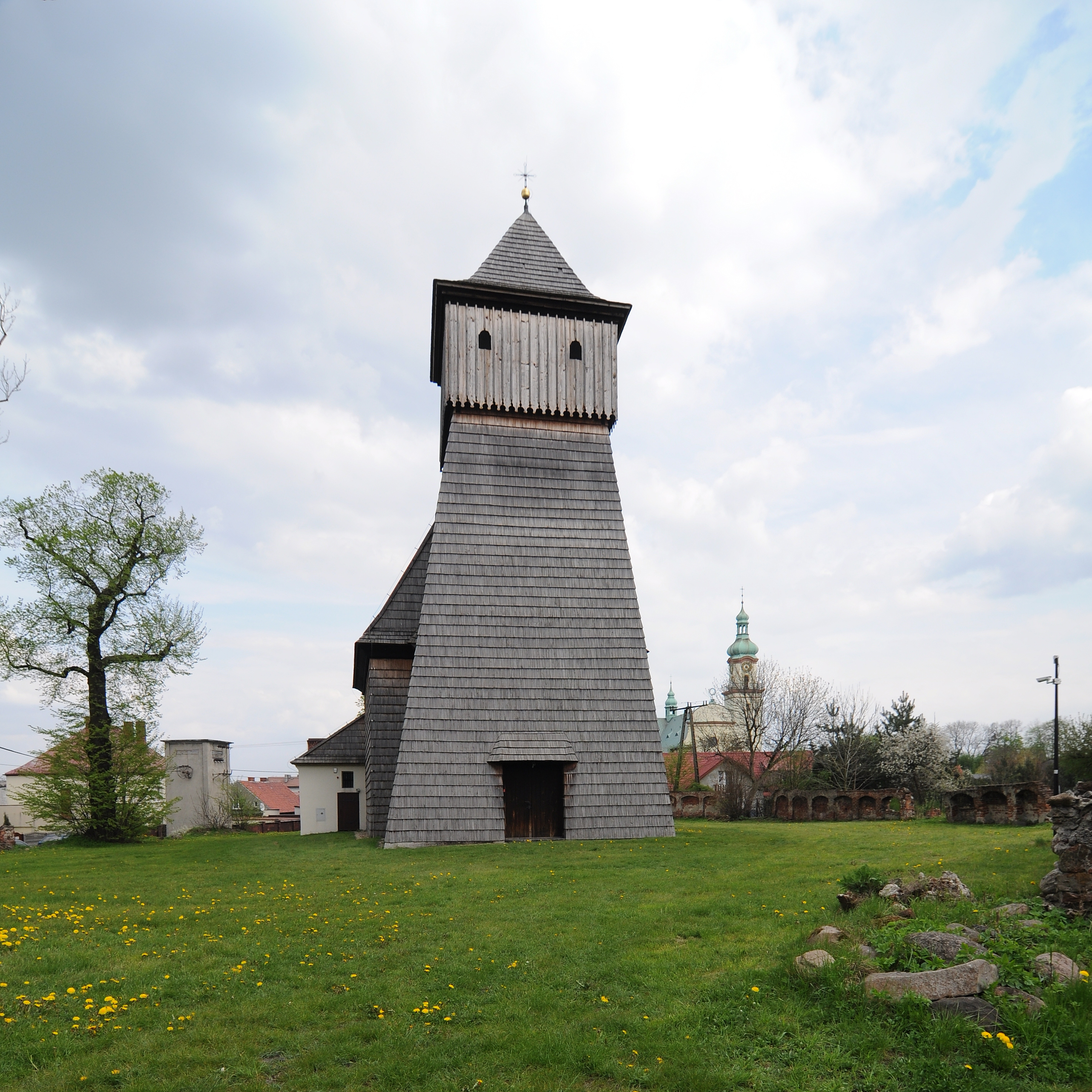
Věž
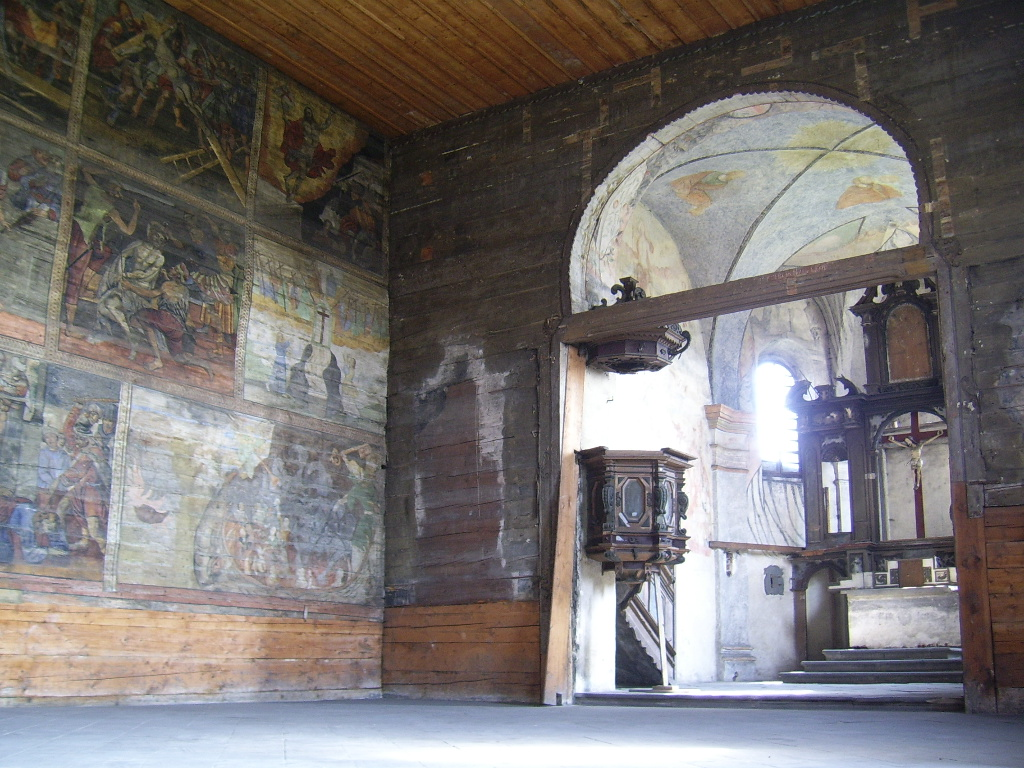
Polychromie
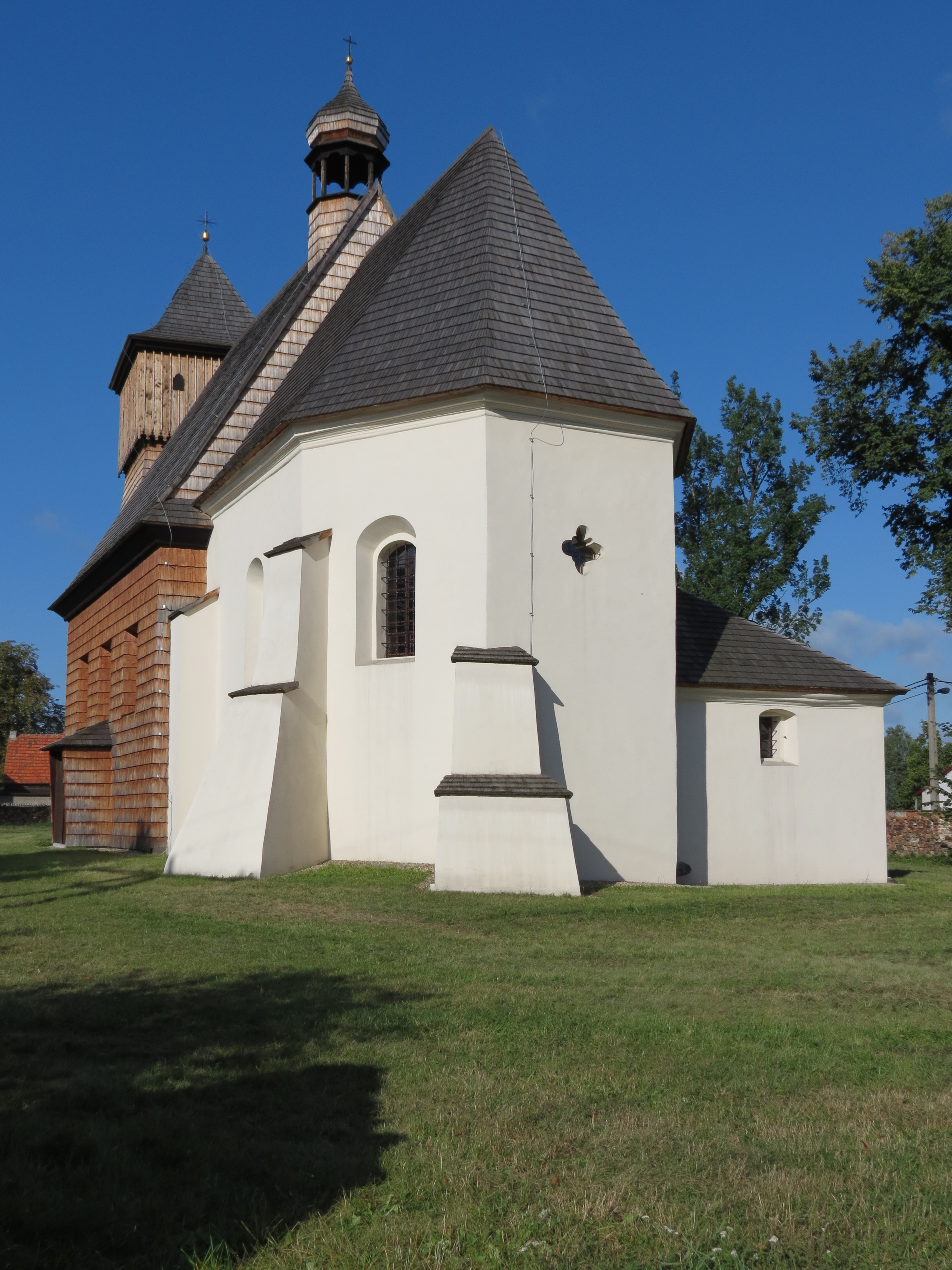
Zděné kněžiště se zděnou sakristií
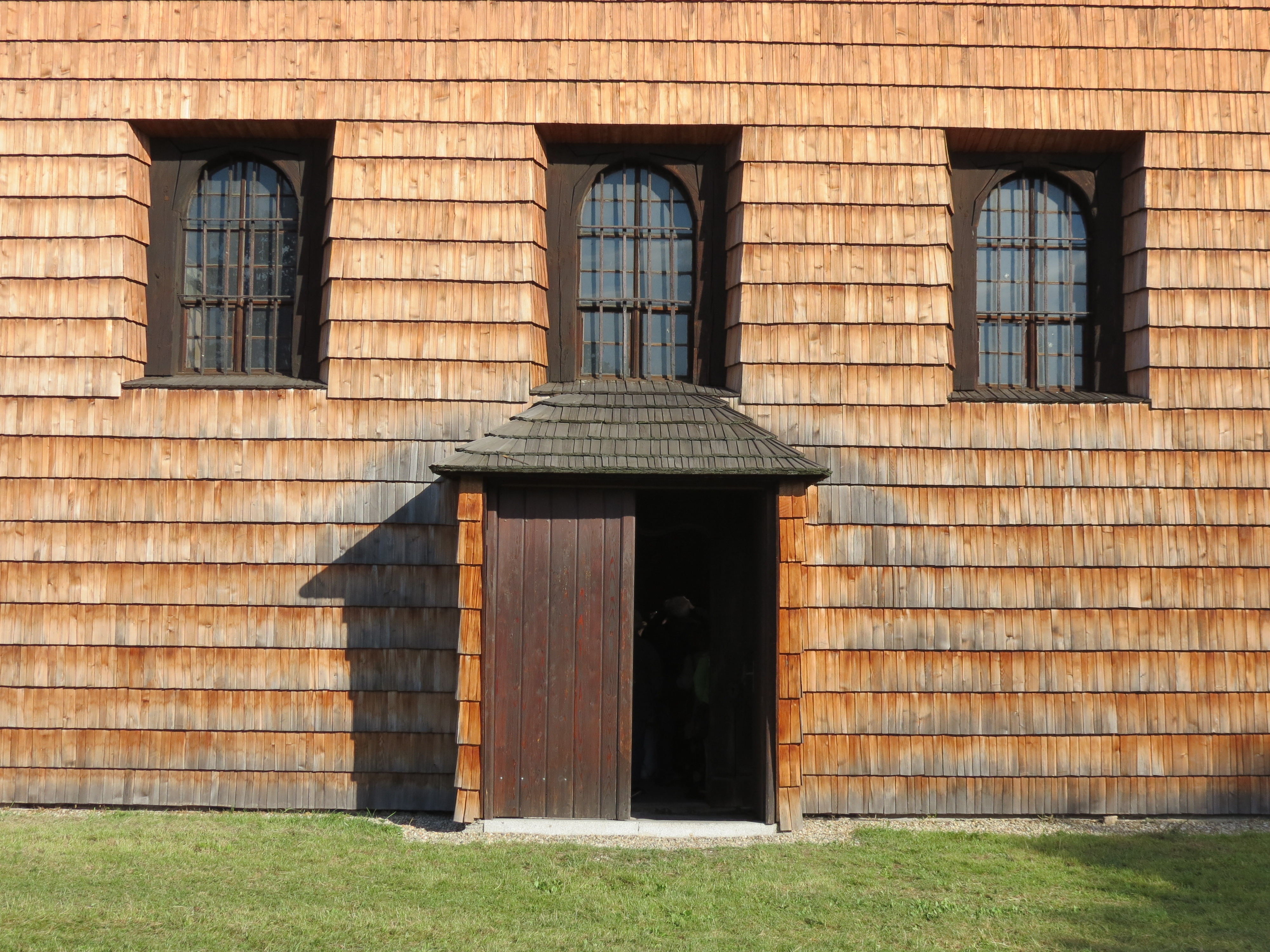
Jižní vstup do kostela